# Jole De Maria
Jole De Maria (Alcara Li Fusi, 10 maggio 1929 – Fonte Nuova, 23 maggio 2007) è stata una cantante lirica italiana che ha studiato un metodo per modulare la propria voce da mezzosoprano fino a quella di soprano lirico leggero.

## Biografia
È risultata tra i vincitori del concorso di Spoleto ed ha cantato un vasto repertorio, da Cimarosa a Mascagni, in vari teatri fra cui il Teatro dell'Opera di Roma, il Teatro Massimo di Palermo, il Teatro Massimo Bellini di Catania e il Teatro San Carlo di Napoli, ove venne riconfermata per tutte le stagioni consecutive fino al suo trasferimento all'estero.
Nelle sue tournée è stata al Festival dell'Opera Italiana di Dublino, al Teatro San Carlos di Lisbona, al Teatro dell'Opera de Il Cairo, a Lugano, Belfast, Alessandria d'Egitto, solo per citarne alcuni.
Ha tenuto concerti e interpretato opere alla Rai-Radiotelevisione italiana (recentemente in cd) e presso Radio e Televisioni europee e d'oltre oceano.
Le sono stati conferiti numerosi premi O.I.P.E.C.: le Targhe d'oro Beniamino Gigli, Maria Callas, Tito Schipa, Giacomo Lauri Volpi, Mario Del Monaco, Gianna Pederzini.
Nei teatri dell'opera è stata diretta dai più illustri maestri del novecento: Vincenzo Bellezza, Tullio Serafin, Ottavio Ziino, Oliviero De Fabritiis, Alberto Erede, Francesco Molinari Pradelli, Armando La Rosa Parodi, Ferruccio Scaglia, Umberto Cattini, Franco Patanè e Giuseppe Patanè. 

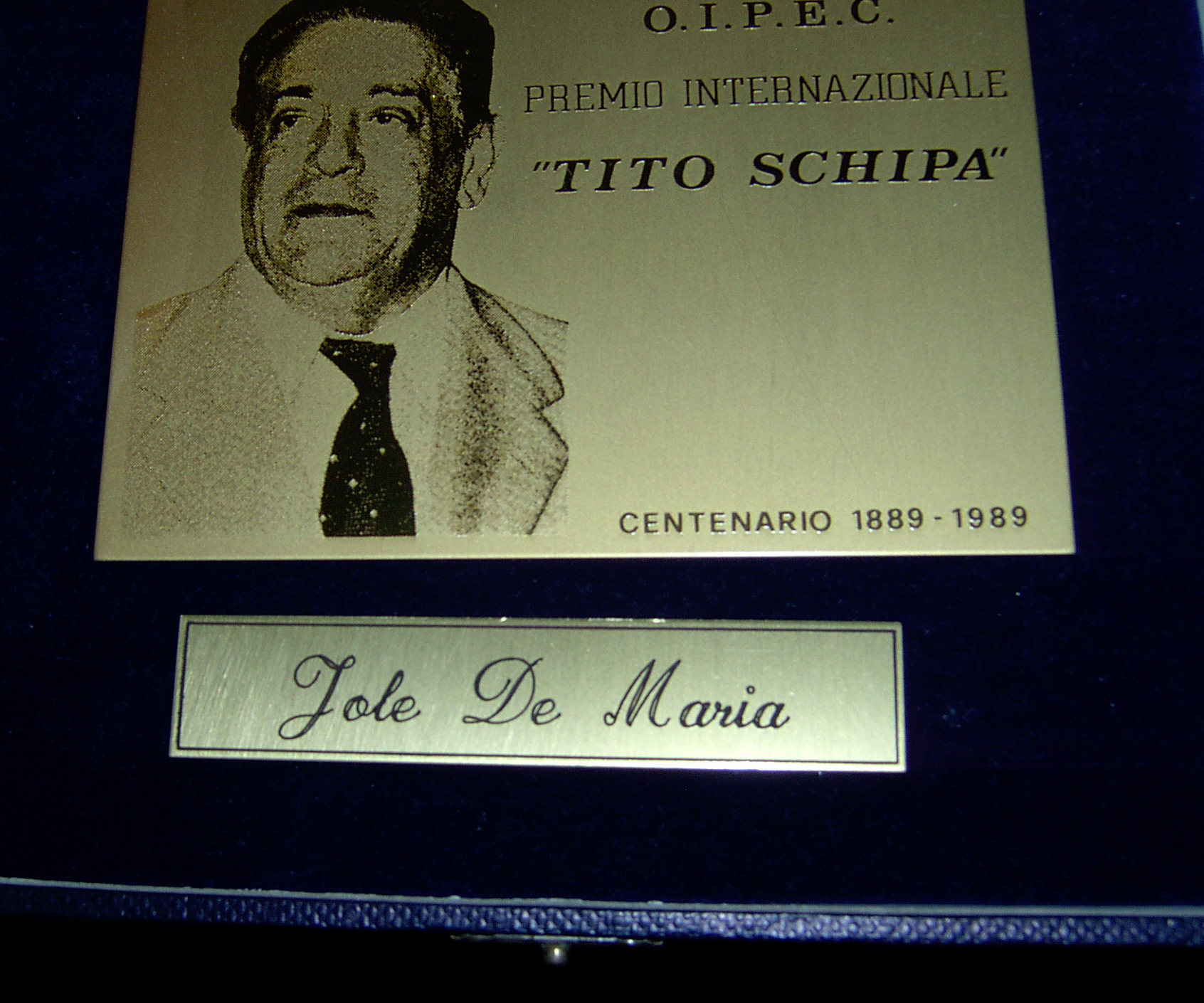
Premio O.I.P.E.C - Tito Schipa conferito a Jole De Maria.

Critici musicali illustri, quali Alfredo Parente, Franco Abbiati, Rubino Profeta hanno parlato di lei con parole lusinghiere nelle più prestigiose testate giornalistiche.
Trasferitasi in Argentina, ha cantato in programmi televisivi e radiofonici, ed ha continuato a studiare sviluppando quella tecnica che le ha permesso di spaziare poi dalla voce di mezzosoprano fino a quella di soprano leggero - come documentato dalle sue successive registrazioni - mantenendo comunque intatto il calore ed il velluto del timbro.
Ha eseguito numerosi concerti, accompagnata al pianoforte dal M° Rolando Nicolosi, organizzati dal suo marito-manager Silvano Nicolai.
Nell'ottobre 2007 viene organizzata - a favore dell'AIRC (Associazione Italiana per la Ricerca sul Cancro) - la manifestazione "Omaggio a Jole De Maria, un'ugola sette voci" dalla Associazione Culturale Arcipelago e dal comune di Fonte Nuova.

## Estensione vocale

### Arie da contralto

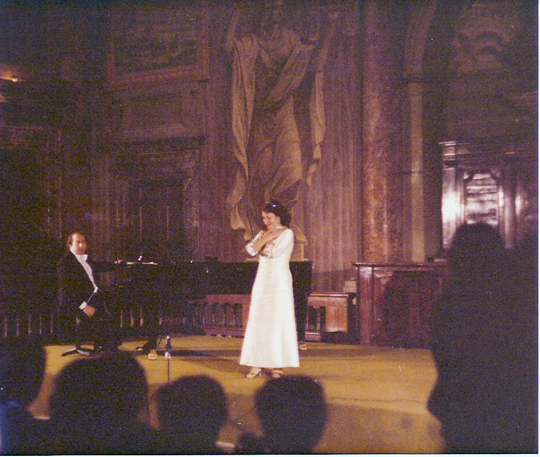
Concerto al Palazzo della Cancelleria in Roma dell'aprile 1983

- Voce di donna o d'angelo, Ponchielli - La Gioconda[5][6]
- Che farò senza Euridice, Gluk - Orfeo ed Euridice[7]
- O mio Signor, G. F. Haendel - Largo (Colloquio spirituale) Musica Sacra[8]
- Ave Verum Corpus, W. A. Mozart (Mottetto)[8]
- Della Gloria, G. Donizetti da "Parafrasi del Christus"[8]
- Ave Maria, L. Cherubini[8]
- Da ognun spregiato, G. F. Haendel da "Messiah" \[8]
- Maestoso (Cruda sorte), G. Rossini - L'italiana in Algeri[9]

### Arie da mezzosoprano
- S'apre per te il mio cor, Saint-Saens - Samson et Dalila[5]
- Habanera, G. Bizet - Carmen[7]
- O Don Fatale, G. Verdi - Don Carlos[10]
- Stride la vampa, G. Verdi - Il trovatore

### Arie da soprano drammatico
- Suicidio, Ponchielli - La Gioconda[5][11]
- Voi lo sapete, o mamma, Pietro Mascagni - Cavalleria rusticana[7]
- O cieli azzurri, G. Verdi - Aida[10]

### Arie da soprano drammatico d'agilità
- Casta diva, Bellini - Norma[5][12]
- Tacea la notte placida, G. Verdi - Il trovatore[7]
- Nel dì della vittoria, G. Verdi - Macbeth[10]

### Arie da soprano lirico
- Ave Maria, G. Verdi - Otello[5]
- Addio del passato, G. Verdi - La traviata[7]
- Ave Maria, G. Verdi - dall'Otello pianista Rolando Nicolosi[8]
- Tu, tu, Piccolo Iddio, G. Puccini - Madama Butterfly[10]

### Arie da soprano lirico spinto
- In quelle trine morbide, G. Puccini - Manon Lescaut[5]
- Vissi d'arte, vissi d'amore, G. Puccini - Tosca[5][13]
- Io son l'umile ancella, Francesco Cilea - Adriana Lecouvreur[7]
- L'altra notte A. Boito - Mefistofele[10]

### Arie da soprano leggero
- Valzer di Musetta, G. Puccini - La bohème[5]
- Da quel giorno, G. Charpentier - Louise[7]
- Io son Titania, A. Thomas - Mignon[10]

- Alleluja, W.A. Mozart dal Mottetto Exsultate Jubilate (per voce acuta)[8]

- Tace il labbro, Lehár - La vedova allegra[5]

## Discografia
- Nell'1987 ha inciso il disco in vinile: “Jole De Maria, un'ugola sette voci”, accompagnata al piano dal m° Rolando Nicolosi, e riproposto in CD nel 1994[14].
- Nel 1990 ha pubblicato “Jole De Maria, un'ugola sette voci 2”[15], pianista Ryoko Tajika;
- Nel 1996: “Musica Sacra[16], organista Vittorino Serrao della Basilica di S. Pietro;
- Nel 1998: “Jole De Maria, un'ugola sette voci 3”[16], al piano il m° Rolando Nicolosi.
- Nel 2005 ha inciso "Successi internazionali", al piano dal m° Rolando Nicolosi, al sax il m° Enrico Ghelardi.
- Nel 2006 "Romantico"[16].
- Nel 2007 viene pubblicata -in cd- l'opera Monte Ivnor[17], incisa per la Rai nel 1957.

## Concerti

### L'esordio

#### 1949/1951
- 29 giugno 1949 sala Borromini: con Alfredo Colella, Walter Monachesi, Marisa Putzolu, Isabella Belletti, Mario Giorgi, Flavio Sacchi.
- 29 novembre 1950 Roma Concerto vocale: Direttore Graziano Mucci con Giuliana Angeloni Calabria, Alfredo Mizzoni, Gaetano Moncada, Maurizio Lolli, Vittoria Marcocchia.
- 22 giugno 1951 concerto radio (RAI).

#### 1952/1953
- ottobre 1952 Circolo Daunia di Foggia.
- 16 novembre 1953 Roma: Concerto a Castel Sant'Angelo: Direttore Vincenzo Davico con Hida Hovnanian, Francesco Poce.

### L'affermazione

#### 1954/1957
- maggio 54 concerti a Tolosa, Nizza e Cannes.
- 5 dicembre 1954 Roma Concerto nella Chiesa Regina degli Apostoli dei cooperatori paolini: Direttore don Giovanni Roatta con Lidia Coppola, Aldo Pecoraino, Aldo Tatone.
- aprile 1955 Svizzera: concerto trasmesso dalla radio nazionale.
- 21 gennaio 1956 concerto vocale a Montevarchi.
- 2 gennaio 1957 registrazione dal teatro del Palazzo dell'arte di Milano con l'orchestra della radio televisione italiana, Direttore M° Tito Petralia, trasmesso il 10 marzo '57 Concerto in miniatura ore 15,15 - 2° programma.
- 23 novembre 1957 registrazione a Milano con l'orchestra della radio televisione italiana, per un Concerto in miniatura trasmesso l'8 luglio '58.

### Il successo

#### 1958/1964
- 25 febbraio 1959 Concerto alla Stampa –Napoli con Davy e Angelo Lo Forese, diretti dal m° Pietro Tuccillo.
- 21 marzo '61 Circolo Artistico di Napoli Direttore Franco Patanè[18][19],
- 16 aprile '61 recital all'Istituto Italiano di Cultura di Dublino al piano Jeannie Reddin con Mafalda Micheluzzi, Salvatore Gioia, Attilio D'Orazi, Angelo Bartoli, Ledo Freschi, Umberto Borso, Lorenzo Gaetani, Leo Pudis[20],
- maggio 61 concerto a Belfast
- 21 ottobre '61 Napoli Circolo Artistico Direttore Renato Federighi[21]
- 2 dicembre '61 Roma: Teatro Ateneo (città universitaria) al piano Nino Piccinelli con Gino Sinimberghi[22]
- 27 marzo '63 Napoli Circolo Artistico Direttore Angelo Spagnolo[23]
- 23 aprile 64 Napoli Circolo Artistico Direttore Franco Patanè con Sofia Mezzetti, Enzo Tei, Piero Guelfi, Luigi Paolillo, Elio Castellano[24]

### Il periodo argentino
- Gennaio 1965 Cordoba (Argentina) interviste e Concerto con orchestra per il “Canal 12”
- 27 gennaio '65 Buenos Aires: concerto all'Ambasciata d'Ungheria
- 8 ottobre 1965 Buenos Aires: concerto su Radio Nacional[25]
- 14 novembre 1966 Cordoba (Argentina) interviste e Concerto con orchestra per il “Canal 12”[26][27][28][29][30][31][32]

### Il ritorno difficile
- 2 dicembre 1967 Napoli Circolo Artistico[33]
- Primavera 1975 concerto a Roma
- Ottobre 1973 registrazione Rai per un Concerto in miniatura con l'Orchestra di Roma della radiotelevisione italiana Direttore Gennaro d'Angelo trasmesso il 23 maggio 1974
- 5 ottobre '79 Lugano: registrazione di un concerto per la RTSI (Società Svizzera di Radiotelevisione)
- 30 ottobre 1980 Perugia: Università Italiana per Stranieri con S. Murata, R. Migliarini, E. Del Sindaco, M. Cecchetti, S. Tomlin
- 27 dicembre '80 Sant'Angelo dei Lombardi con Rossana Pacchielle, Carlo Desideri, Franco Barbalonga
- 21 febbraio '81 Roma: Teatro N.S. della Salette, al piano il m° Rolando Nicolosi

### La creazione della tecnica
- 12 marzo 1981 Roma: Palazzo Barberini al piano il m° Rolando Nicolosi con Aldo Colombo, Maurizio Picconi, Marcella Croce de Grandis[34][35]
- 10 gennaio '82 Roma: Famija piemonteisa - al piano il m° Rolando Nicolosi[36][37]
- 5 febbraio '82 Roma: Palazzo Ruggeri - al piano il m° Rolando Nicolosi
- 6 marzo '82 Roma: Lyceum Romano - al piano il m° Rolando Nicolosi[38]
- 14 aprile '83 Roma: Palazzo della Cancelleria - al piano il m° Rolando Nicolosi[39],[40][41][42][43]
- 10 maggio '83 Roma: Campidoglio – Sala della Protomoteca –FIDAPA- al piano il m° Rolando Nicolosi
- 21 febbraio '84 Roma: Circolo degli Abruzzesi –FIDAPA- al piano Adele Pilera
- 13 novembre '85 Roma: Lyceum Romano - al piano il m° Rolando Nicolosi
- 16 dicembre '85 Palermo – Auditorium SS. Salvatore - al piano il m° Rolando Nicolosi[44]
- 5 marzo 1988 Roma: registrazione di un concerto mandato in onda da Radio Vaticano - al piano il m° Rolando Nicolosi[45].

## Opere liriche

### L'esordio

#### 1949/1951
- 2/3 dicembre '50 Voghera: L'amico Fritz Direttore Graziano Mucci 
  - con Agostino Lazzari, Clara Bergamini, Carlo Togliani, Carlo Voltan, Wanda Tolentino, Pino Castagnoli
- 6/9 dicembre '50 Barletta per l'Ente Ital. Lirico Giuseppe Verdi: Cavalleria rusticana Direttore Graziano Mucci
- 21 febbraio '51 Livorno: teatro Goldoni Concerto verdiano Direttore Graziano Mucci 
  - con Agata Rosselli, Luciana Veroni, Mario Pasquetto, Enzo Mascherini
- Marzo 1951 Catania: Teatro Massimo Bellini Trittico Direttore Vincenzo Bellezza[46]
  - con Carla Gavazzi, Maria Salvo, Tina Mugeri, Antonio Manca Serra, Bruna Fabrini, Salvatore Puma, Benvenuto Franci, Maria Luisa Gavioli, Giuseppina Sani, Maurizio Lolli
- Marzo 1951 Catania: Teatro Massimo Bellini Rigoletto Direttore Ottavio Ziino[47]
  - con Agata Rosselli, Aldo Protti, Gianni Raimondi, Marco Stefanoni
- 23 maggio '51 Foggia: Teatro Giordano Andrea Chènier Direttore Graziano Mucci 
  - con Vera Montanari, Giovanni Pellizzari, Otello Bersellini
- giugno 51 Roma: Teatro Sistina Rigoletto Direttore Giuseppe Podestà[48]
  - con Luigi Borgonovo, Agata Rosselli, Alessandro Barollo
- 13/18 luglio '51 Gorizia: Cavalleria rusticana e Rigoletto Direttore Francesco Molinari Pradelli
- Settembre 1951 Foggia: fiera campionaria Il carro di Tespi

#### 1952/1953
- 18/23 marzo '52 Lecce: Teatro Apollo Cavalleria rusticana e Rigoletto Direttore Graziano Mucci 
  - con Otello Bersellini, Agata Rosselli, Giuseppe Savio
- 9/13 settembre 1952 Zafferana: Faust Direttore Graziano Mucci[49]
  - con Gigliola Frazzoni, Giovanni Malipiero, Salvatore Catania Rigoletto con Otello Bersellini, Agata Rosselli, Amerigo Gentilini
- Ottobre 1952 Campobasso: Teatro Ariston, Benevento e Foggia: Teatro Giordano Rigoletto[50]
- 8/12 febbraio '53 Cremona: Teatro Ponchielli Mara Direttore Graziano Mucci
- Settembre ‘53 Spoleto: Teatro Sperimentale Andrea Chènier Direttore Ottavio Ziino[51]
  - con Antonio Galiè, Iselle Favati, Umberto Borghi, Lisetta Pinnarò, Leonardo Monreale, Piero Passarotti, Nino Mazziotti;
- Settembre ‘53 Spoleto: Teatro Sperimentale La Gioconda
  - Settembre ‘53 Spoleto: Teatro Sperimentale Andrea Chènier Direttore Ottavio Ziino
- 19 novembre '53-1º dicembre '53 Palermo: Teatro Massimo Andrea Chènier Direttore Ottavio Ziino 
  - con Carlo Tagliabue

### L'affermazione

#### 1954/1957
- 4/7 giugno '54 Roma: Teatro Italia L'amico Fritz Direttore Riccardo Santarelli 
  - con Sandro Micciarelli, Desta Frattura, Marcello Venturini, Maria Grazia Ciferri
- 30 novembre '54 Roma: Teatro Orione Andrea Chènier
- 3 febbraio '55 Il Cairo: Teatro dell'Opera La traviata, Il trovatore, Francesca da Rimini[52], La norma, La favorita, La forza del destino, Aida Direttore Vincenzo Bellezza[53]
- Febbraio 1955 Alessandria d'Egitto: Teatro Mohamed Alì La traviata, Il trovatore, Francesca da Rimini, Norma, La favorita, La forza del destino, Aida Direttore Vincenzo Bellezza
- 5/9 luglio '55 Città di Castello: Teatro comunale L'amico Fritz Direttore Riccardo Santarelli 
  - con Ofelia Di Marco, Ettore Babini, Adelio Alunni, Marcello Venturini
- 3/6 settembre '55 Viterbo: Teatro Comunale dell'unione Andrea Chènier Direttore Riccardo Santarelli 
  - con Achille Braschi, Adriana Guerrini, Marcello Venturini, Tito Dolciotti, Augusto Frati, Ezio Boschi, Rosetta Riscica, Vivien Caveglia
- 29 ottobre '55 Foggia: Teatro Flagella Cavalleria rusticana Direttore Graziano Mucci 
  - con Iris Ferriani, Giorgio Kokolios, Franco Mieli, Rosetta Riscica
- 19/21 dicembre '55 Arezzo: Teatro Petrarca Il trovatore e Andrea Chènier Direttore Vincenzo Marini 
  - con Antonio Manca Serra, Ileana Borri, Achille Braschi, Tito Dolciotti, Rosetta Riscica, Gabriele De Julis, Privati Bernardino, Paolo Amore
- 18/19 settembre '56 Abbadia s. Salvatore: Teatro Amiata Il trovatore Direttore Vincenzo Marini 
  - con Fernando Valentini, Franca Tomatis, Mario Colini, Loris Gambelli, Maria Pignatelli, Gianluigi Colmagro Rigoletto Direttore Carlo De Luca con Giuseppe Moretti, Giuseppe Forgione, Agatina Visconti, Loris Gambelli, Gianluigi Colmagro, Ignazio Boccaccini, Maria Pignatelli, Ilio Brando
- 16 marzo 1957 registrazione dal teatro del Palazzo dell'arte di Milano Monte Ivnor con l'orchestra della radio televisione italiana, Direttore Armando La Rosa Parodi 
  - con Anselmo Colzani, Leyla Gencer, Renato Gavarini, Giorgio Algorta, Myriam Pirazzini, Leonardo Monreale, Augusto Pedroni, Nestore Catalani, Walter Brunelli, Salvatore Di Tommaso, Walter Brunelli
- 3 marzo 1957 Napoli: Teatro San Carlo Andrea Chènier Direttore Alberto Erede - Pasquale De Angelis (23 marzo) 
  - con Franco Corelli, Antonio Galiè, Anna Maria Rovere, Mara Coleva, Giangiacomo Guelfi, Loretta Di Lelio, Pina Angelini (6-10-23 marzo), Neda Monte, Plinio Clabassi, Gerardo Gaudioso, Amedeo Liguori, Leo Pudis, Piero De Palma, Gianni Avolanti, Aldo Terrosi, Silvio Santarelli, Gennaro Chiocca
- 9/11 giugno '57 Napoli: Teatro Mercadante Il trovatore Direttore Giuseppe Sorge[54]
  - con Salvatore Lisitano, Maria Fornaro

### Il successo

#### 1958/1964
- 26 aprile 1958 Napoli: Teatro San Carlo Il tabarro Direttore Tullio Serafin[55]
  - con Leyla Gencer, Giuseppe Gismondo, Giuseppe Taddei, Mariano Caruso, Enzo Feliciati, Giuseppe Micucci, Laura Macario, Raffaele Bisogni
- 26 aprile 1958 Napoli: Teatro San Carlo Suor Angelica Direttore Tullio Serafin[56],[57]
  - con Leyla Gencer, Neda Monte, Maia Sunara, Vera Magrini, Nunzia Mosca, Teresa Destito, Nelly Adamante, Pina Esca, Laura Macario, Nora Antonacci, Mara Bini, Vittoria Buccini, Tina Quagliarella
- 26 aprile 1958 Napoli: Teatro San Carlo Gianni Schicchi (solo le due recite del 27 e 30 aprile) Direttore: Tullio Serafin 
  - con Giuseppe Taddei, Conchita Figuera, Vittoria Palombini (solo il 26 aprile), Franco Cotogno, Mariano Caruso, Sofia Mezzetti, Gino Gardini, Mario Frosini, Romeo Morisani, Enzo Feliciati, Vera Magrini, Adolfo Pacini, Mario Cioffi, Silvio Santarelli, Gennaro Chiocca
- 5 giugno 1958 Roma: Teatro delle vittorie Ferhuda
- 14 giugno 1958 Roma: Teatro delle vittorie Aida (ripresa dalla TV) Direttore F. Saverio Salfi 
  - con Sara Fanti, Vasco Campagnano, Giuseppe Massimiliano, Amedeo Graziano, Giulio Montano, Ione Melibei, Corrado D'Ottavio
- 21 settembre '58 Firenze: Teatro la Pergola Faust Direttore Federico De Sanctis 
  - con Ruggero Bondino, Wladimiro Ganzarolli, Ottavio Garaventa, Mario Frosini, Marcella De Osma, Lydia Melani
- 23 novembre '58 Napoli: Teatro San Carlo Andrea Chénier (solo le recite del 3-7-10 dicembre) Direttore Franco Capuana 
  - con Franco Corelli, Antonietta Stella, Ettore Bastianini, Loretta Di Lelio, Marialuisa Castellano (solo la recita del 26 novembre), Miriam Pirazzini, Antonio Cassinelli, Augusto Frati, Giovanni Amodeo, Vito De Taranto, Renato Ercolani, Antonio Pirino, Mario Bianchi, Silvio Santarelli, Antonio Orlando
- 14 febbraio '59 Napoli: Teatro San Carlo Conchita (nel ruolo di Madre di Conchita) Direttore Francesco Molinari Pradelli[58]
  - con Gloria Davy, Angelo Lo Forese, Anna Maria Zaglia, Tina Quagliarella, Federica Nicolich, Amalia Pini, Nelly Adamante, Lia Palumbo, Annamaria Borrelli, Giuseppe Forgione, Ottavio Taddei, Giovanni Ambrosini, Mario Cioffi, Lino Teleschi, Mario Famiglietti, Mario Sfarzo, Ottavio Genta, Giuseppe Micucci
- 27 febbraio 1959 Napoli: Teatro San Carlo Dialoghi delle Carmelitane (nel ruolo di Suor Matilde) solo la 1° recita Direttore Oliviero De Fabritiis[56]
  - con Rosanna Carteri, Gianna Pederzini, Luciana Serafini, Gigliola Frazzoni, Agostino Lazzari, Enzo Mascherini, Elda Ribetti, Mafalda Masini, Rina Corsi (solo le recite del 1 e 4 mar), Aldo Bertocci, Antonio Pirino, Vito Susca, Michele Casato, Giovanni Amodeo, Augusto Frati, Rosetta Arena, Carla Baduini, Annamaria Borrelli, Vittoria Buccini, Mariateresa Castellano, Teresa Destito, Pina Esca, Vera Giorgi, Joy Giovannetti, Gianna Lollini, Nunzia Mosca, Federica Nicolich, Nerina Stabile, Tina Toscano
- 22 agosto '59 e 17 settembre '59 a Milano per la registrazione dell'Enea con l'orchestra della RAI
- 26 dicembre '59 Napoli: Teatro San Carlo L'amore delle tre melarance (nel ruolo della Principessa Clarice) Direttore Francesco Molinari Pradelli[59]
  - con Fernando Corena, Agostino Lazzari, Pina Malgarini, Carlo Cava, Giuseppe Valdengo, Sergio Tedesco, Enrico Campi, Fernanda Cadoni, Clara Betner, Anna Di Stasio, Giuliana Tavolaccini, Cristiano Dalamangas, Attilio Flauto
- 11/13 marzo 1960 Lisbona: Teatro San Carlos Macbeth (nel ruolo della dama di Lady Macbeth) Direttore Vittorio Gui con Paolo Silveri, Paolo Washington, Shakeh Vartenisian, Tito Gobbi, Mirto Picchi, Mariano Caruso, Alvaro Malta, Manuel Leitao, Luis Franca, Carlos Fonseca
- 25 marzo '60 / 27 marzo '60 anche per radio Lisbona: Teatro San Carlos Un ballo in maschera Direttore Alberto Erede 
  - con Mirella Parutto, Lucia Danieli, Giuseppe Di Stefano, Gino Bechi, Paolo Washington, Alvaro Malta
- 1º aprile '60 / 3 aprile '60 anche per radio Lisbona: Teatro San Carlos La Cenerentola Direttore Alberto Erede **con Italo Tajo, Sesto Bruscantini, Luigi Alva, Anna Maria Rota, Anna Maccianti
- 8 aprile '60 / 10 aprile '60 anche per radio Lisbona: Teatro San Carlos Il campiello (nel ruolo di Orsola) Direttore Carlo Felice Cillario[60]
  - con Elena Rizzieri, Silvana Zanolli, Anna Maccianti, Paolo Pedani, Sesto Bruscantini, Luigi Alva, Alvaro Malta, Mariano Caruso
- 13 aprile '60 / 17 aprile '60 / 19 aprile '60 anche per radio Lisbona: Teatro San Carlos La sonnambula Direttore Carlo Felice Cillario 
  - con Gianna D'Angelo, Mara Cristina Castro, Alfredo Kraus, Paolo Washington, Luis Franca, Mariano Caruso
- 22 aprile '60 / 24 aprile '60 anche per radio Lisbona: Teatro San Carlos Mefistofele Direttore Oliviero De Fabritiis 
  - con Rosanna Carteri, Mariella Parutto, Raffaele Ariè, Alfredo Kraus, Mariano Caruso
- 21 maggio 1960 Napoli: Teatro San Carlo Il tabarro (nel ruolo di Frugola) Direttore Ugo Rapalo[61]
  - con Magda Olivero, Giuseppe Gismondo, Silvano Verlinghieri, Mariano Caruso, Enzo Feliciati, Augusto Pedroni, Annamaria Borrelli, Luigi Paolillo
- 25 febbraio 1961 Napoli: Teatro San Carlo L'amico Fritz (nel ruolo di Beppe) solo le recite del 3 e 11 marzo Direttore Vincenzo Bellezza 
  - con Edda Vincenzi, Agostino Lazzari, Annamaria Rota(solo le recite del 25 febbraio e 1º marzo), Ugo Savarese, Alfredo Vernetti, Guido Malfatti, Gianna Lollini
- 11 aprile '61 Dublino: Gaiety Theatre and Radio Eireann Aida (al posto della Pirazzini ammalata)

Direttore Napoleone Annovazzi
- - con Claudia Parada, Piero Cappuccilli, Angelo Bartoli, Lorenzo Gaetani, Giovanni Amodeo, Brendan Cavanagh
- 13/24 aprile '61 Dublino: Gaiety Theatre and Radio Eireann Il matrimonio segreto (nel ruolo di Fidalma) Direttore Napoleone Annovazzi[62]
  - con Ledo Freschi, Mafalda Micheluzzi, Margherita Rinaldi, Leo Pudis, Salvatore Gioia
- 14 aprile '61 Dublino: Gaiety Theatre and Radio Eireann Norma (nel ruolo di Adalgisa) Direttore: Ottavio Ziino (al posto della Pirazzini ammalata) 
  - con Lucille Udovich, Lorenzo Gaetani, Umberto Borsò, Edwin Fitzgibbon, Luciana Palombi
- 27 aprile '61 Belfast: Opera House Aida (nel ruolo di Amneris) Direttore Napoleone Annovazzi[63], 
  - con Elena Corace, Angelo Bartoli, Paolo Silveri, Loris Gambelli
- 23 settembre '61: registrazione dell'opera Lorenzino de' Medici di Profeta orchestra di Milano della Radiotelevisione italiana nella parte di Maria Soderini
- 20 gennaio 1962 Napoli: Teatro San Carlo Il calzare d'argento (nel ruolo di Barocinga) Direttore Oliviero De Fabritiis[64]
  - con Giuseppe Di Stefano, Mietta Sighele, Marco Stefanoni, Annamaria Canali, Sergio Tedesco, Renato Cesari, Saturno Meletti, Paolo Mazzotta, Miriam Funari, Anna Di Stasio, Mario Rinaudo, Arturo La Porta, Umberto Frisaldi
- 1/18 febbraio '62 Roma: Teatro dell'Opera La vida breve (ripresa in TV) (nel ruolo di seconda venditrice) Direttore Fernando Previtali
  - con Silvana Zanolli, Maria Teresa Mandalari, Maria Luisa Fozzer, Giuseppe Baratti, Carlo Cava, Franco Ventriglia, Paolo Montarsolo, Carmen Nelli, Luciana Palombi, Vittorio Pandano, Paolo Caroli
- 19 marzo '62 Roma: Teatro dell'Opera Andrea Chénier (nel ruolo della Contessa di Coigny) Direttore Oliviero De Fabritiis[63], 
  - con Mario Del Monaco, Giangiacomo Guelfi, Antonietta Stella, Mirella Fiorentini, Myriam Pirazzini, Antonio Cassinelli, Arturo La Porta, Virgilio Stocco, Paolo Montarsolo, Vittorio Pandano, Athos Cesarini, Giorgio Onesti, Rolando Onesti, Enzo Titta
- 18 giugno '62 Lugano: Teatro Kursal (anche per Radio) Il matrimonio segreto
- 7 marzo 1963 Roma: Teatro dell'Opera La sonnambula (nel ruolo di Teresa) Direttore Umberto Cattini[65]
  - con Anna Moffo, Alfredo Kraus, Plinio Clabassi, Leila Bersiani, Giorgio Onesti, Delle Fornaci
- 16 marzo 63 Napoli: Teatro San Carlo La luna nei Caraibi (nel ruolo di Bella) Direttore Ferruccio Scaglia[66],[67]
  - con Gianna Maritati, Walter Artioli, Carlo Franzini, Amedeo Berdini, Mario Borriello, Saturno Meletti, Silvano Pagliuca, Sergio Pezzetti, Guido Pasella
- 18 aprile 1964 Napoli: Teatro San Carlo Gianni Schicchi (nel ruolo di Zita) Direttore Giuseppe Patanè Caravaglios[68][69][70]
  - con Renato Capecchi, Jolanda Meneguzzer, Mafalda Micheluzzi, Enzo Tei, Luigi Paolillo, Sofia Mezzetti, Silvano Paolillo, Saturno Meletti, Vito De Taranto, Mario Rinaudo, Maja Sunara, Giorgio Onesti, Elio Castellani, Gennaro Chiocca, Mario Carleo

### Il ritorno difficile
- maggio 1974 Roma: Auditorium del Foro Italico registrazione Lohengrin con l'orchestra della RAI